# Tommaso Buscetta
Tommaso Buscetta, född 13 juli 1928 i Palermo, Sicilien, död 2 april 2000 i Florida, var maffiaboss både på Sicilien (Cosa Nostra) och i USA. Han brukar anses som den förste riktigt viktige maffiainformatören. 

## Biografi
Buscetta växte upp i Palermo och blev medlem i maffian 1946. Efter Ciacullimassakern 1963, då sju polismän dödades, flydde han till USA där han fick hjälp av Gambinofamiljen med att starta en pizzeria. 1968 dömdes han i sin frånvaro i Italien för dubbelmord. 
1970 greps Buscetta i New York men italienska myndigheter begärde honom inte utlämnad, varpå han senare släpptes. Han flyttade senare till Brasilien och startade en narkotikaliga. 1972 arresterades han av den brasilianska militärregimen och utvisades till Italien där han påbörjade sitt livstidsstraff från tidigare. Under en permission 1980 rymde han till Brasilien för att undfly det begynnande maffiakriget, startat av Salvatore Riina och Corleone-klanen. Maffiakriget ledde senare till Corleone-klanens betydligt starkare ställning inom Cosa Nostra och att flera av Buscettas allierade dödades. Efter att ha gripits ytterligare en gång sändes han tillbaka till Italien. Han försökte ta sitt liv men misslyckades. Buscetta kontaktade domaren Giovanni Falcone och började sitt liv som pentito (egentligen "botgörare", avhoppad mafioso som samarbetar med polisen). Under Maxirättegången som inleddes 1986 var han huvudvittne för domarna Giovanni Falcone och Paolo Borsellino. Rättegången ledde till att 350 mafiosi dömdes. 
Buscetta avslöjade Cosa Nostras särskilda Kommission. Detta ledde till att Falcone kunde argumentera för att Cosa Nostra var en enad hierarkisk organisation styrd av kommissionen och att ledarna — som sällan befattade sig med kriminella handlingar — kunde hållas ansvariga för de brott som gjorts inom maffian. Detta är känt som Buscetta-teoremet och bekräftades i och med högsta domstolens fastställande av domarna i januari 1992. 
Som tack för sina insatser mot maffian fick han ta del av vittnesskydd i USA. 
Buscetta dog i cancer 2000, de sista åren boende i USA.